# Теорема Пуанкаре о разложении интегралов по малому параметру
Теорема Пуанкаре о разложении интегралов по малому параметру — утверждение о свойствах периодических решений систем нелинейных дифференциальных уравнений первого порядка, содержащих малый параметр. Доказана Пуанкаре в 1888 г. для применения в задачах небесной механики Основывается на двух предположениях: о том, что система, получающаяся из исходной при значении малого параметра, равного нулю, имеет периодические решения с некоторым периодом; и о том, что периодические решения системы получаются путем подбора начальных данных всех входящих в систему неизвестных функций. Применяется в механике, электро- и радиотехнике, автоматике и физике, теории нелинейных колебаний. 

## Формулировка
Разность между решением возмущенной системы уравнений и решением невозмущенной системы дифференциальных уравнений первого порядка может быть представлена в виде сходящегося степенного ряда от малого параметра, представляющего возмущение.

## Доказательство
Доказательство теоремы Пуанкаре занимает 7 страниц в книге .